# Sapporo (birra)
La Sapporo è un tipo di birra prodotto dalla società giapponese Sapporo Breweries (サッポロビール株式会社?, Sapporo Bīru Kabushiki-gaisha), una società di produzione di bevande alcoliche fondata nel 1876. La Sapporo è la marca di birra più antica del Giappone. Prodotta per la prima volta a Sapporo, in Giappone, nel 1876 dal birraio Seibei Nakagawa, la sede mondiale delle fabbriche di birra Sapporo si trova a Ebisu, Shibuya, Tokyo. L'azienda ha acquisito la società canadese Sleeman Breweries nel 2006.
La società ha cinque birrifici in Giappone, il birrificio Sleeman in Canada e la Sapporo Brewing Company a La Crosse, nel Wisconsin. I principali prodotti sono la Sapporo Draft (denominata Premium in Nord America); Yebisu; e Sleeman Cream Ale. Sapporo Premium è stata la prima birra asiatica ad essere venduta negli Stati Uniti da quando la Sapporo U.S.A., Inc. venne fondata nel 1984.

## Storia
Le origini di questa azienda si trovano a Sapporo, nell'Hokkaidō, durante il periodo Meiji, dove la Commissione per lo sviluppo dell'Hokkaidō (Kaitakushi) ha creato molte attività commerciali. Seibei Nakagawa, un birraio che aveva fatto esperienza in Germania, divenne il primo mastro birraio della fabbrica di birra Kaitakushi nel giugno del 1876 e la prima Sapporo Lager fu prodotta in quel periodo. Privatizzatosi nel 1886, il birrificio Sapporo divenne il fulcro della Sapporo Beer Company.
Nel 1887, un'altra società, la Japan Beer Brewery Company, fu fondata a Mita, a Tokyo, e iniziò a produrre la birra Yebisu. La competizione tra l'azienda Sapporo e la Japan, così come la competizione con i birrifici Osaka (ora Asahi) e Kirin hanno portato alla fusione nel 1906 delle Sapporo, Japan e Osaka nella Dai-Nippon Beer Company, che ha formato un pressoché totale monopolio sul mercato giapponese fino a dopo la seconda guerra mondiale.
Dopo il 1949, la Dai-Nippon fu divisa nelle fabbriche di birra Nippon e Asahi, con le fabbriche di birra Nippon che ripresero la produzione di birra Sapporo nel 1956 e si ribattezzarono con il nome attuale, Sapporo Breweries, nel 1964. La birra Yebisu fu rilanciata come marchio separato nel 1971, commercializzata come birra d'orzo in stile tedesco. La birra Sapporo Black Label fu lanciata nel 1977.
Nel 2006, Sapporo annunciò che avrebbero acquisito la birreria canadese Sleeman in un affare da 400 milioni di dollari in contanti.
Il 15 febbraio 2007, Steel Partners Japan Strategic Fund, una filiale di gestione di fondi registrata nelle Isole Cayman dalla Steel Partners di Warren Lichtenstein, che è il maggiore azionista (18,6% a febbraio 2007) di Sapporo Holdings, ha presentato una proposta alla società cercando d'aumentare la propria partecipazione al 66,6%.
Il 3 agosto 2017 è stato annunciato che la Sapporo Brewing Company avrebbe acquisito la società Anchor Brewing.
Nonostante il suo nome, la birra Sapporo non è prodotta esclusivamente a Sapporo. Sapporo è anche prodotta a Sendai, Chiba, Shizuoka e Kyūshū.  La maggior parte della birra Sapporo venduta in Nord America era stata prodotta nel birrificio Sleeman a Guelph, nell'Ontario, in Canada. La maggior parte della birra Sapporo venduta negli Stati Uniti è ora prodotta dalla Sapporo Brewing Company a La Crosse, nel Wisconsin.

## Birrifici

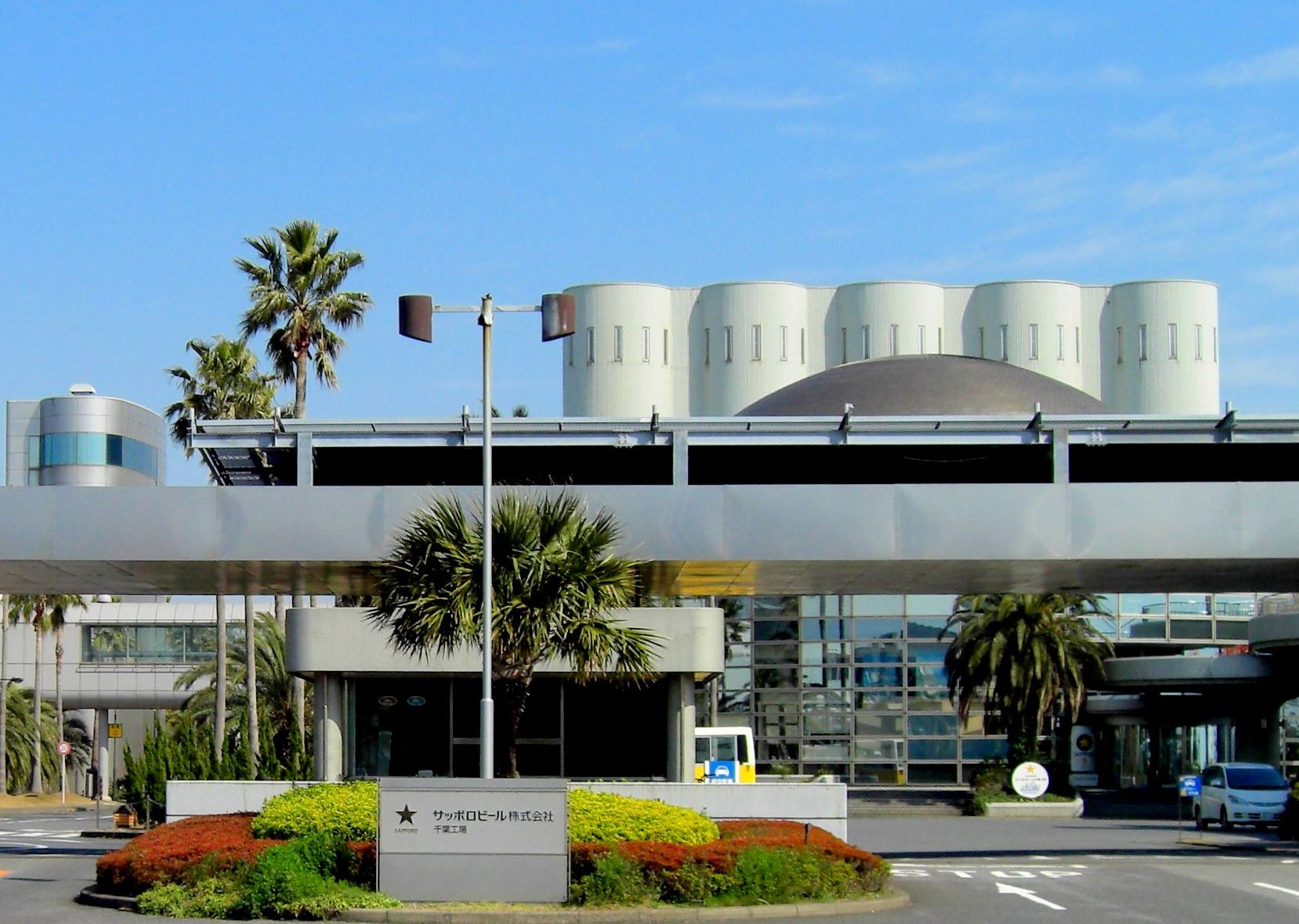
Birrificio di Chiba

### Giappone
La Sapporo ha cinque birrifici in Giappone. Il primo, il birrificio Sendai aprì nel 1971 a Natori e fu tra i primi ad utilizzare sistemi di produzione industriale computerizzati. Il birrificio Shizuoka a Yaizu aprì nel 1980, quello di Chiba nel 1988, il birrificio Hokkaido aprì a Eniwa nel 1989, e il birrificio Kyūshū aprì ad Hita, ad Ōita nel 2000.

### Canada
La Sleeman Breweries fu acquisita dal birrificio Sapporo nel 2006 per 400 milioni di dollari. La società Sleeman è stata riavviata nel 1988 a Guelph, dal pronipote di John H. Sleeman, il proprietario della fabbrica di birra Sleeman fondata nel 1834. Il primo birrificio Sleeman cessò le sue operazioni nel 1933, quando la licenza per i liquori gli venne revocata per contrabbando, in particolare, contrabbando di birra a Detroit, nel Michigan. Gli attuali prodotti dell'azienda sono basati sulle ricette originali della famiglia e sulle ricette di Unibroue (che il produttore di birra Sleeman aveva precedentemente acquistato). Sleeman Breweries/Sapporo Canada attualmente comprende tre birrifici canadesi: Sleeman a Guelph, Okanagan Spring a Vernon, B.C e Unibroue a Chambly, nel Québec. Sleeman Breweries possiede anche il 2% di The Beer Store (nome legale: Brewers Retail Inc.)

### Stati Uniti
Le birre Sapporo sono prodotte, inscatolate e imbottigliate dalla Sapporo Brewing Company di La Crosse, per Sapporo U.S.A.

### Vietnam
Il birrificio di Sapporo Vietnam si trova nel distretto di Đức Hòa, Long An.

## Prodotti

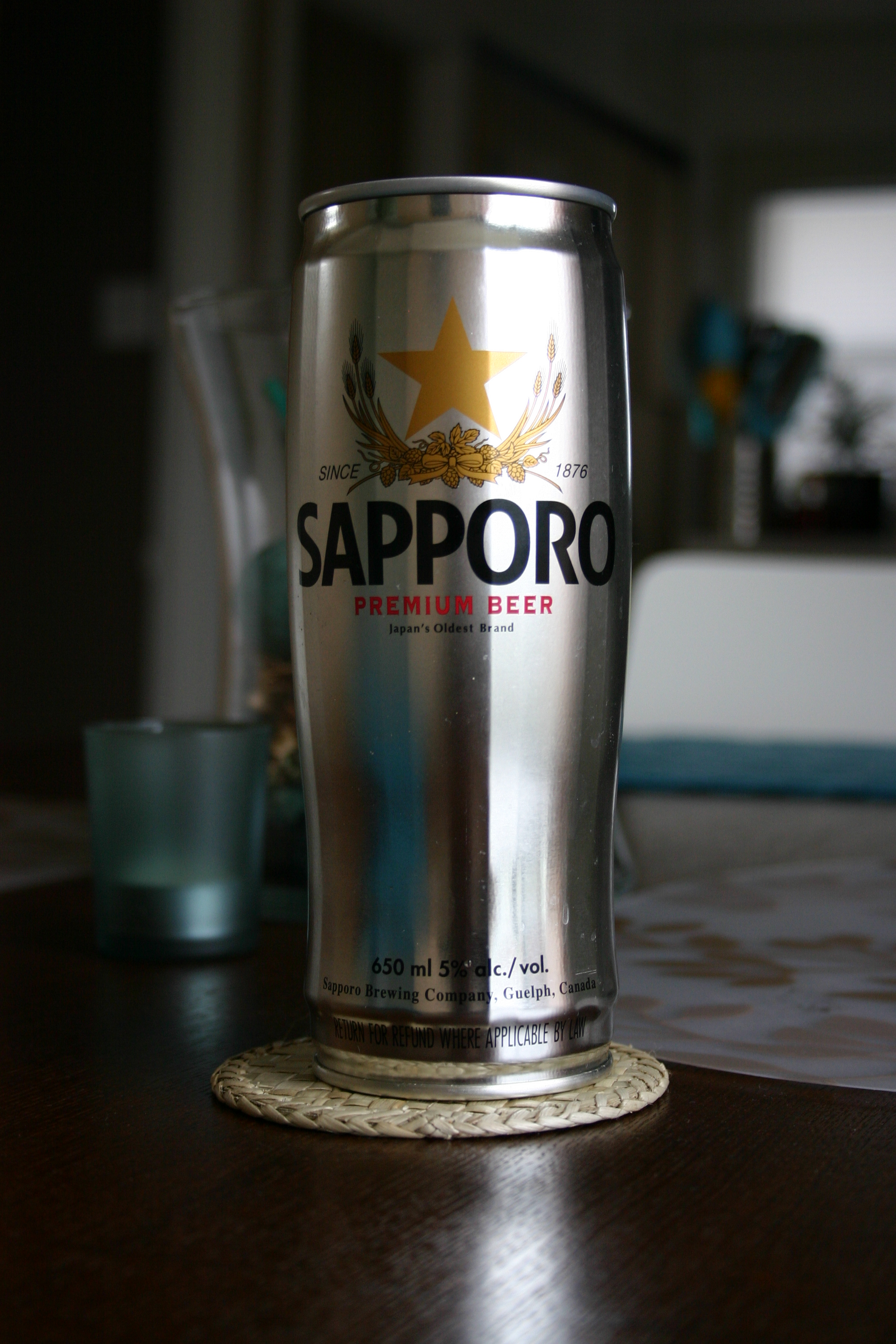
Una lattina di Sapporo Premium

L'azienda produce una gamma di lager chiare e scure, tra cui Sapporo Draft (Premium in Nord America) e Yebisu. Nel birrificio Sleeman in Canada producono birre marchiate Sleeman come Sleeman Cream Ale e Sapporo Premium.
L'azienda produce anche una bevanda analcolica a base di malto, Super Clear, lanciata nel 2002 come birra a bassa gradazione alcolica, poi trasformata nel settembre 2009 in una bevanda al malto priva di alcol.

### Yebisu
Yebisu (ヱビス?, Ebisu) è uno dei marchi più antichi del Giappone, prodotto per la prima volta a Tokyo nel 1890 dalla Japan Beer Brewery Company. Attraverso una complicata serie di fusioni e divisioni, il marchio è stato acquisito e, infine, conservato dalla moderna Sapporo Brewery. Il marchio rimase inattivo durante l'era del secondo dopoguerra, fino a quando non fu riattivato nel 1971. È stato continuamente prodotto da allora.
La Yebisu è disponibile in due varietà principali: Yebisu (Premium), una lager Dortmunder/export e Yebisu Black, una birra scura. Ci sono anche varietà speciali d'occasione che sono limitate nella zona di distribuzione e nel tempo. Nell'aprile 2007, ad esempio, c'era una varietà "The Hop" di etichetta verde.
Yebisu è considerata come un'etichetta di lusso di Sapporo. La Sapporo lo descrive come un tipo di birra con "un tocco di classe". È una birra al malto al 100%.
Yebisu è famosa in quanto il suo nome giapponese include l'ormai obsoleto we kana (carattere) (ヱ o ゑ) per la lettura ancora più antica come ye, un anacronismo. Ciò può portare a confusione quando è romanizzato, poiché la "Y" non è pronunciata. Il quartiere di Tokyo di Ebisu è stato così chiamato per la birra, che è stata originariamente prodotta lì, anche se il kana è stato successivamente dismesso. Le pronunce sia di "Yebisu" che di "Ebisu" sono le stesse.

### Space Barley
Usando l'orzo ricavato da semi che hanno trascorso cinque mesi a bordo della Stazione spaziale internazionale nel 2006, Sapporo ha creato una birra ad edizione limitata con l'orzo spaziale. Il progetto era congiunto tra l'Accademia russa delle scienze, l'Università di Okayama e l'azienda Sapporo. I degustatori hanno descritto il sapore come non differente da birre simili, cosa che i ricercatori indicano come importante nel dimostrare che produrre cibo nello spazio per voli di lunga durata è possibile. Sei confezioni di birra spaziale sono state vendute in una lotteria per 10.000 yen.